# Associazione Calcio Ivrea 1942-1943
Questa voce raccoglie le informazioni riguardanti l'Associazione Calcio Ivrea nelle competizioni ufficiali della stagione 1942-1943.

## Rosa
| N. |                   | Ruolo | Calciatore         |
| -- | ----------------- | ----- | ------------------ |
|    | Italia (bandiera) | C     | Dante Amarilli     |
|    | Italia (bandiera) | D     | Michele Borelli    |
|    | Italia (bandiera) | C     | Giuseppe Calcagno  |
|    | Italia (bandiera) | A     | Ernesto De Grandi  |
|    | Italia (bandiera) | D     | Giovanni Fioccardi |
|    | Italia (bandiera) | A     | Romolo Fusario     |
|    | Italia (bandiera) | D     | Edoardo Fusero     |
|    | Italia (bandiera) | A     | Amilcare Giuliani  |

| N. |                   | Ruolo | Calciatore      |
| -- | ----------------- | ----- | --------------- |
|    | Italia (bandiera) | C     | Emilio Meotto   |
|    | Italia (bandiera) | C     | Ugo Odasso      |
|    | Italia (bandiera) | C     | Redento Pierini |
|    | Italia (bandiera) | D     | C. Pogliani     |
|    | Italia (bandiera) | A     | C. Rossi        |
|    | Italia (bandiera) | P     | G. Tempo        |
|    | Italia (bandiera) | P     | E. Tresconi     |
|    | Italia (bandiera) | A     | Renzo Villa     |